# Elecciones presidenciales de Ecuador de octubre de 1875
Las elecciones presidenciales de Ecuador de 1875 fue el proceso electoral el cual tuvo por objetivo la elección de un nuevo Presidente Constitucional de la República del Ecuador, bajo la Octava Constitución.

## Antecedentes
Se realizaron el 17, 18 y 19 de octubre de 1875, dos meses después del asesinato de Gabriel García Moreno presidente en funciones, acaecida el 6 de agosto de 1875, siendo esta la segunda elección de 1875, convocada por el vicepresidente encargado del poder Francisco Javier León para asumir el período constitucional que le correspondía servir a García Moreno hasta 1881.

## Desarrollo
Los candidatos fueron el exvicepresidente de Garcia Moreno y declarado liberal Antonio Borrero Cortázar; por el oficialismo conservador dividido fueron candidatos el general Julio Sáenz y Antonio Flores Jijón.
Borrero triunfó con 38.637 votos seguido de Julio Sáenz con 3.583 votos y de Antonio Flores Jijón con 2.836 votos.
Antonio Borrero Cortázar asumió el cargo de Presidente Constitucional de la República el 9 de diciembre de 1875.
Borrero es el primer candidato en oposición al gobierno conservador en ganar una elección, al ser contrario a las políticas autoritarias llevadas a cabo durante la Época garciana, teniendo total apoyo de los liberales, liberales conservadores y algunos conservadores garcianos confiados que la devoción católica de Antonio Borrero no ejecutaría políticas antireligiosas o contrarias a la fe en el ejercicio de su mandato.

## Candidatos y Resultados
Borrero se convirtió en el primer presidente del Ecuador nacido en la Gran Colombia.
| Partido              | Partido                         | Candidato                                              | Cargos importantes                           | Votos  | %   |
| -------------------- | ------------------------------- | ------------------------------------------------------ | -------------------------------------------- | ------ | --- |
| Liberal              | Liberal                         | Antonio Borrero Cortázar                               | Vicepresidente de la República (1863 - 1864) | 38.637 | 86% |
|                      | Partido Conservador Ecuatoriano | Julio Sáenz Salvador                                   | Diputado por Pichincha (1869 - 1870)         | 3.583  | 8%  |
| Antonio Flores Jijón | Partido Conservador Ecuatoriano | Vicepresidente de la Cámara de Diputados (1867 - 1868) | 2.836                                        | 6%     |     |

Fuente: